# Noteriades zulu
Noteriades zulu là một loài Hymenoptera trong họ Megachilidae. Loài này được Strand mô tả khoa học năm 1919.